# Erasmusziekenhuis (Anderlecht)
De Universitaire Klinieken Brussel - Erasmusziekenhuis (Frans: Cliniques universitaires de Bruxelles - Hôpital Érasme) is het academisch ziekenhuis van de Franstalige Université libre de Bruxelles in de Belgische gemeente Anderlecht in het Brussels Hoofdstedelijk Gewest. De naam komt van Desiderius Erasmus, die ooit in Anderlecht woonde. Het ziekenhuis ligt op de Campus Erasmus.
Het Erasmusziekenhuis is een van de zeven academische ziekenhuizen in België. Het heeft 858 bedden en bijna 3000 medewerkers, waarvan 700 artsen en 1400 verplegers. Het ziekenhuis opende in 1977 zijn deuren.
In het ziekenhuis is een het Museum voor Menselijke Anatomie en Embryologie gevestigd.